# Masacre de Tarapoto
La masacre de Tarapoto —también denominada como Noche de las Gardenias— fue una matanza selectiva contra personas LGBT ocurrida el 31 de mayo de 1989, durante la época del terrorismo en Perú. En total fueron asesinadas ocho personas, quienes fueron capturadas en la discoteca Las Gardenias de la ciudad peruana de Tarapoto (San Martín). El atentado fue perpetrado por miembros del grupo subversivo Movimiento Revolucionario Túpac Amaru (MRTA) y se desarrolló como parte de las «cruzadas contra el vicio», campañas de «limpieza social» que la agrupación llevaba a cabo en el Frente Nororiental.
El ataque fue el mayor crimen de odio contra personas transgénero en la historia del Perú y el mayor secuestro a personas no heterosexuales hasta el realizado en diciembre del mismo año en Picuruyacu (Huánuco) por otro grupo subversivo que operaba en Perú, Sendero Luminoso, contra doce jóvenes trans. Una de las consecuencias de la masacre fue el incremento de desplazados internos y migración LGBT al huir del conflicto hacia áreas controladas por el débil primer gobierno aprista de Alan García, mientras que quienes no salieron de la ciudad, optaron por el emparejamiento con mujeres heterosexuales para demostrar su «deshomosexualización» y no ser asesinadas.
Posterior a la masacre, el acoso y persecución en Tarapoto, así como en toda la amazonia peruana a las personas por su orientación sexual e identidad de género, continuó incluso ya en el siglo XXI hasta la derrota de los grupos subversivos por parte de las Fuerzas Armadas en 2014. Durante los procesos judiciales contra los acusados, la cúpula del MRTA jamás reconoció su responsabilidad formal por la masacre. El Estado peruano en conmemoración a esta masacre declaró el 31 de mayo como el «Día Nacional de Lucha contra la Violencia y Crímenes de Odio hacia Lesbianas, Trans, Gays y Bisexuales».

## Contexto histórico
Perú se encontraba inmerso en un período de violencia interna desde 1980. Los grupos guerrilleros de ultraizquierda, Movimiento Revolucionario Túpac Amaru y el Partido Comunista del Perú - Sendero Luminoso, habían iniciado una guerra de guerrillas contra el Estado peruano para alcanzar el poder y en su camino comenzaron a recurrir a tácticas terroristas que desembocaron en genocidio. Ante la ineficacia inicial del gobierno para defenderse, ambos grupos armados se habían repartido áreas del territorio peruano, estando el MRTA más presente en el territorio amazónico, mientras que Sendero Luminoso controlaba extensas zonas de la sierra y costa.

## Antecedentes

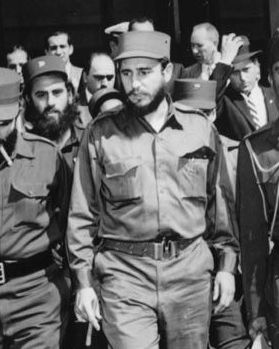
Fidel Castro, líder de la revolución cubana y uno de los pilares ideológicos del MRTA, tenía una posición desfavorable hacia los derechos de las personas LGBT y llegó a tildarlos de «degeneraciones».

El territorio del departamento de San Martín fue el principal bastión para el MRTA, dentro de su doctrina marxista-leninista e inspirado en las ideas sobre sociedad de Fidel Castro y los sandinistas en las revoluciones socialistas de Cuba y de Nicaragua, aplicó las «cruzadas contra el vicio» en la que castigaban a personas LGBT, prostitutas y drogadictos con humillaciones públicas por considerarlos escoria social. Pasado el tiempo, las cruzadas se radicalizaron y centralizaron su objetivo en las personas LGBT hasta desembocar en secuestro, tortura y ejecución a personas de dicho colectivo. Los guerrilleros del MRTA llamaban «indeseables» a los homosexuales y las personas trans, y obligaban a la ciudadanía a excluirles de las actividades civiles. Para ellos, los homosexuales eran pedófilos y portadores de VIH/sida por el hecho de su orientación sexual.

Los grupos subversivos tenían la convicción de que al matar un homosexual estaban «limpiando» la sociedad.
Juan Carlos Goicochea, cineasta y director del documental «El pecado social».

La comunidad LGBT siguió realizando sus actividades de forma discreta como el Miss Gay San Martín de 1989. Mientras que los asesinatos continuaban, los cadáveres arrojados en el cementerio municipal solían aparecer con carteles de «así mueren los maricones», como el caso de un joven homosexual asesinado en febrero de 1989, o flotando en los ríos cercanos.

## Masacre
En febrero de 1989, los emerretistas enviaron cartas amenazantes a personas del colectivo LGBT. Previo a la masacre, el día 26, miembros del MRTA dinamitaron tres locales en la región, resultando con severos daños los locales de SENAPA y CORDE-San Martín, resaltando su presencia activa en la zona. 

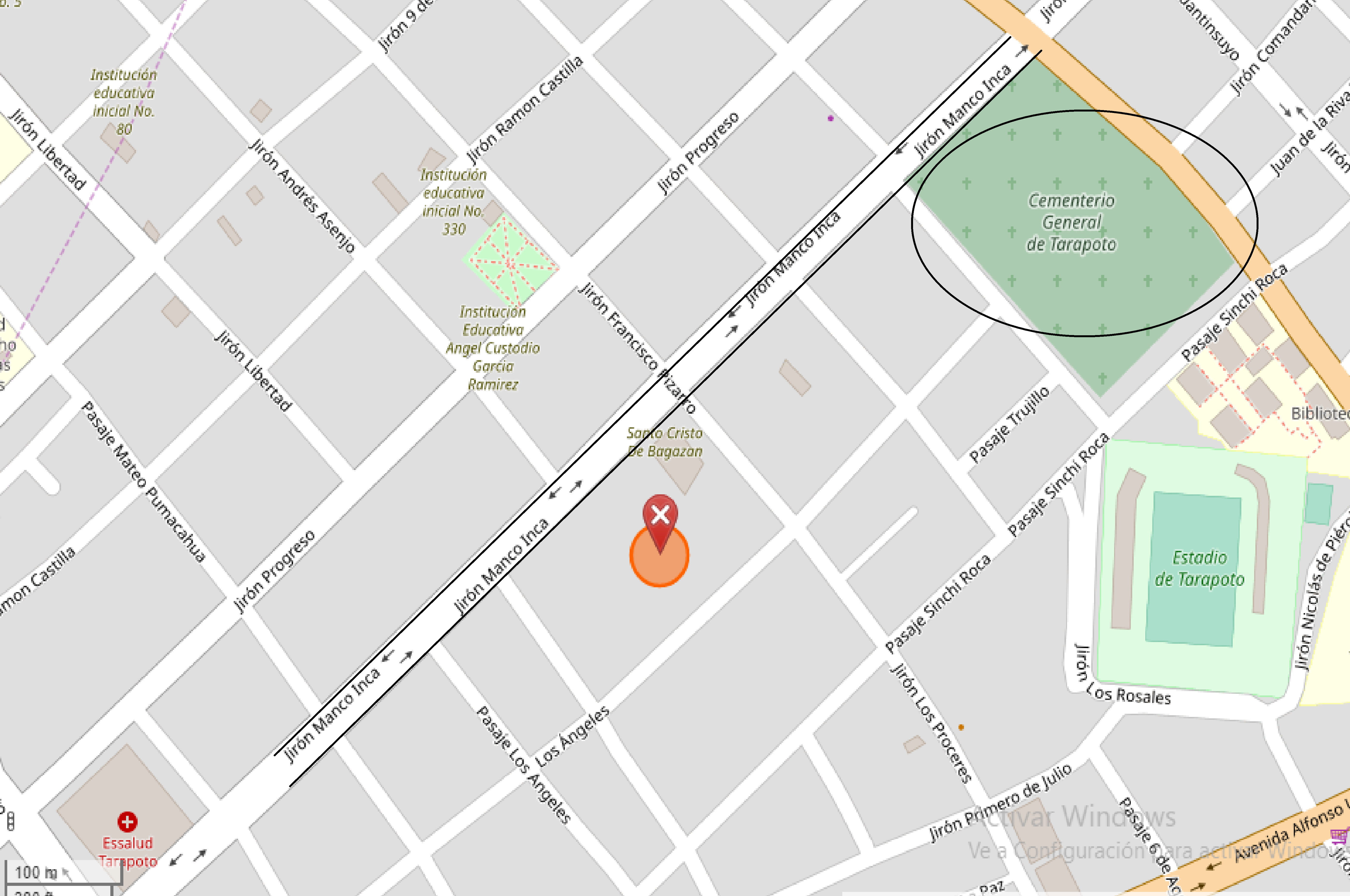
Mapa con la ubicación de Las Gardenias, lugar de la masacre

En la madrugada del 31 de mayo de 1989 seis miembros del MRTA ingresaron a la discoteca Las Gardenias en el asentamiento humano «9 de abril» porque habían escuchado rumores de que el lugar funcionaba como un bar gay clandestino. Efectivamente, en el lugar había homosexuales y transexuales. Los subversivos aprehendieron a ocho de las personas presentes al azar y las llevaron a las afueras del bar para fusilarlos frente de la población previo «juicio». Antes de ser asesinados, algunos intentaron escapar a pesar de las amenazas de los emerretistas. Luego de la masacre, los emerretistas enviaron comunicados a las emisoras de Tarapoto atribuyéndose el hecho.
Al día siguiente en su semanario Cambio el grupo terrorista justificó su accionar al afirmar que las personas asesinadas eran delincuentes, colaboracionistas con el ejército peruano y «personajes antisociales». Además acusó al ejército de amparar la existencia de esas «lacras sociales» que solo «corrompían a la juventud».

### Víctimas
Las personas asesinadas fueron ocho:
- César Marcelino Carvajal
- Max Pérez Velásquez
- Luis Mogollón
- Alberto Chong Rojas
- Rafael Gonzales
- Carlos Piedra
- Raúl Chumbe Rodríguez
- Jhony Achuy

### Las Gardenias, lugar del ataque
Las Gardenias era una discoteca de clase media, ubicada en el jirón Túpac Amaru, que funcionaba como un bar gay clandestino durante el conflicto armado interno. Antes de la llegada del MRTA el sitio era conocido por la asistencia de público de la vida bohemia, las ciudades amazónicas por condiciones sociales y aspectos culturales eran lugares más abiertos a la inclusión en comparación con el resto del país, para los grupos subversivos formados en los andes esto no era aceptable.

## Autores

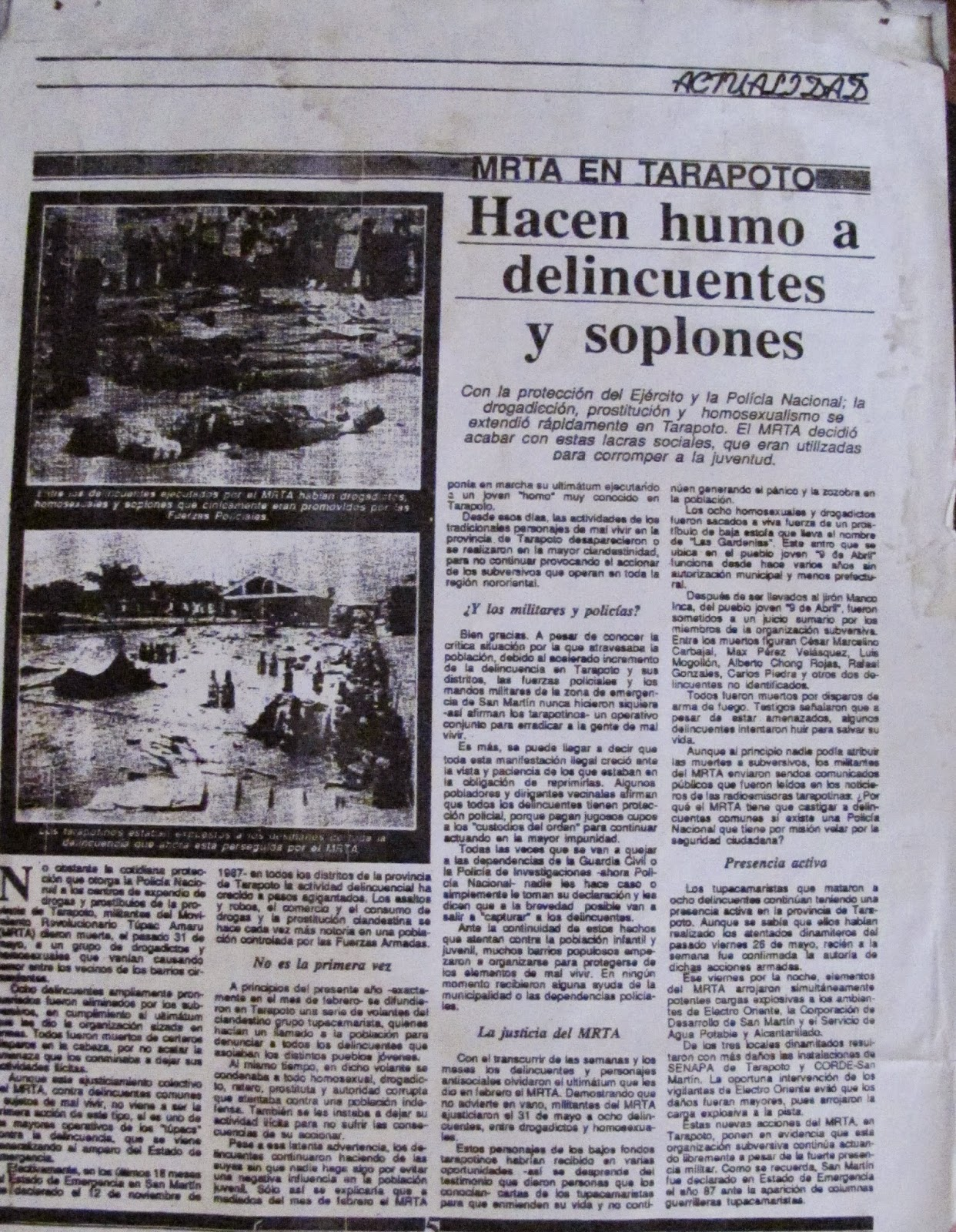
El Semanario Cambio del MRTA, celebrando la masacre.

El MRTA no reconoció su implicación en la masacre, todo lo contrario, para el grupo los responsables fueron sujetos desconocidos que provocaron el asesinato bajo su nombre. Aunque uno de sus abogados, Miguel González del Río, llegó a mencionar indirectamente que el grupo tenía dentro de sus ideales acabar con la homosexualidad:

Es cierto que el MRTA ha secuestrado y ha cometido acciones terroristas como colgar a homosexuales, ladrones o drogadictos.

Según el Ministerio Público del Perú los responsables intelectuales de la masacre fueron los líderes emerrretistas Víctor Polay Campos, Lucero Cumpa Miranda y Miguel Rincón Rincón.

### Negacionismo
Para Elmer Sangama Cachique, un ex miembro del MRTA conocido en ese tiempo como «camarada Joaquín», entre los fusilados no había ningún homosexual:

El MRTA no ejecutó a esas personas ni tampoco eran homosexuales como indica el informe de la Comisión de la Verdad.

Algunos sectores del colectivo LGBT apoyan la postura de Sangama Cachique.

## Proceso penal
La investigación data desde el año 2014 y se formalizó ante el Poder Judicial el 31 de mayo de 2021. En junio de 2019 la Fiscalía Provincial de San Martín citó a los implicados en la masacre para que declaren en caso de testigos, a dicha citación solo asistieron dos de los exsubversivos ya mencionados.
El caso avanzó estando en manos del Juzgado Penal Supraprovincial Liquidador Transitorio hasta el 4 de enero de 2023, cuando la fiscal de la Nación Patricia Benavides desarticuló el sistema de fiscalías especializadas en Derechos Humanos, Interculturalidad y Terrorismo. El caso, que incluye este y otros crímenes contra minorías sexuales, fue trasladado dos meses después a otra sección especializada en terrorismo. El 2 de septiembre de 2023, el Ministerio Público anunció que formalizó una investigación preparatoria contra Víctor Polay Campos y otras seis personas por la masacre.

## Impacto

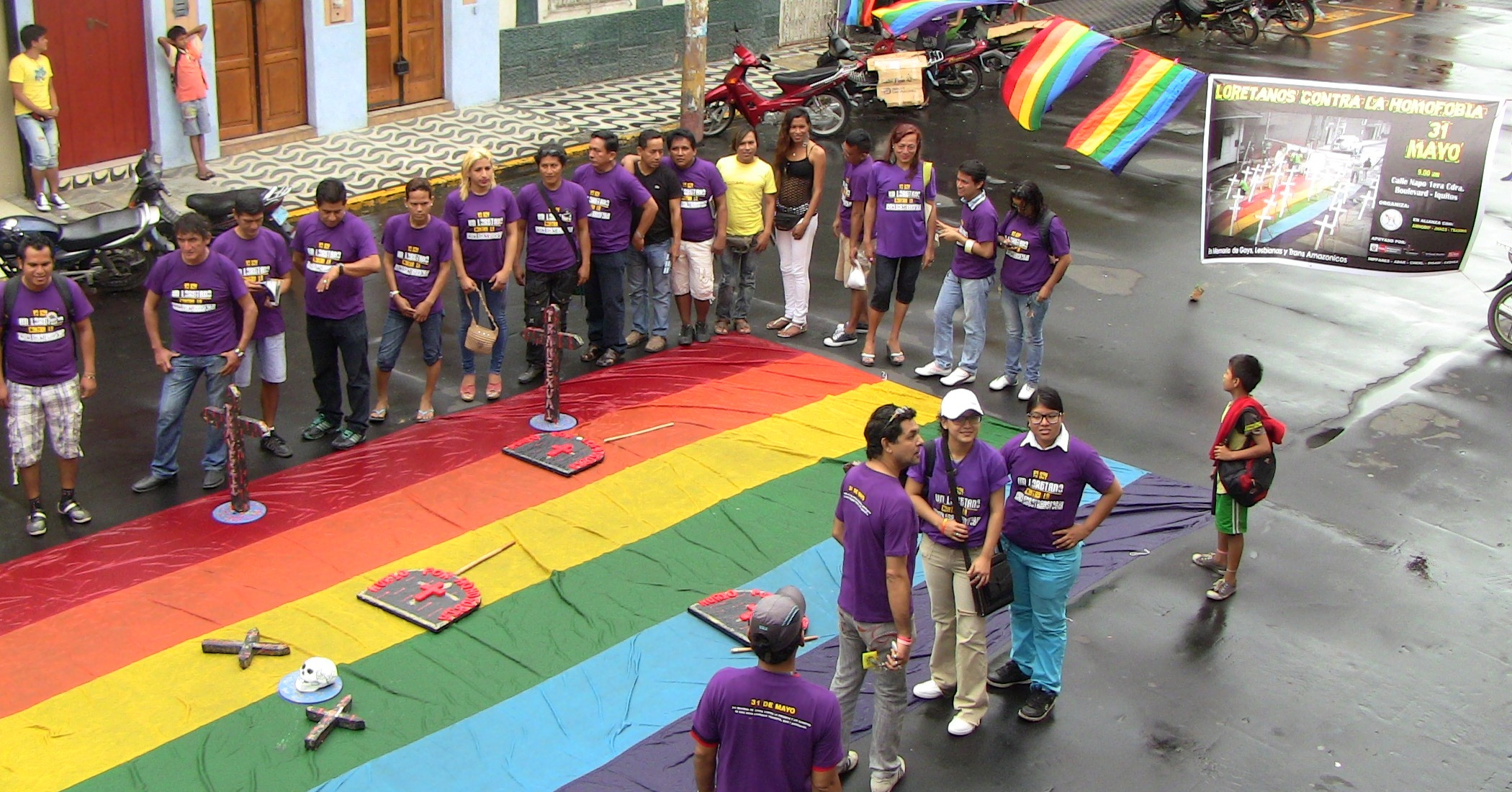
«Loretanos contra la homofobia» (2013), campaña en Iquitos para recordar la masacre de Tarapoto.

El MRTA siguió atentando contra personas de la diversidad sexo-genérica hasta su derrota, como fue el caso del asesinato de tres travestis entre mayo y junio de 1990. La Comisión de la Verdad y Reconciliación (CVR) calificó a la masacre como un acto de homofobia; el recuerdo a las víctimas y el relato de los hechos forma parte de la exposición permanente en el Lugar de la Memoria, la Tolerancia y la Inclusión Social. En 2004, en conmemoración a la masacre, el 31 de mayo fue declarado como «Día Nacional de Lucha contra la Violencia y Crímenes de Odio hacia Lesbianas, Trans, Gays y Bisexuales» y para la comunidad LGBT peruana es el segundo día más importante después del día Internacional del Orgullo LGBT, que se celebra cada 28 de junio. El Movimiento Homosexual de Lima (MHOL) creó un quipu dedicado a las víctimas LGBT en la época del terrorismo. En el monumento El ojo que llora hay una piedra con el nombre «Las Gardenias». El lugar se ha convertido en un monumento conmemorativo contra los crímenes de odio dirigido a las minorías sexuales en el Perú, y se realizan cada 31 de mayo una romería y actos conmemorativos y de protesta.
En el año 2000, el último de la primera fase del conflicto armado interno a nivel nacional, un pequeño grupo del colectivo LGBT participó en el aniversario de la fundación de Tarapoto, su participación fue ampliamente aceptada a pesar de la presencia de los remanentes subversivos. El 19 de junio de 2018 el Ministerio de Justicia y Derechos Humanos colocó en la ciudad una placa conmemorativa en honor a las víctimas de la masacre.
El documental El pecado social, estrenado en 2024, relata la situación de los homosexuales y transexuales en la época del terrorismo a nivel nacional; en esta película también se incluyen los sucesos y testimonios relacionados con la masacre de Tarapoto.